# Benešov (okres Blansko)
Benešov (německy Beneschau) je obec v okrese Blansko v Jihomoravském kraji. Žije zde 678 obyvatel.

## Historie
První písemná zmínka o obci pochází z roku 1362. Leží na území, které vévoda Ota I. daroval premonstrátskému klášteru Hradisko u Olomouce. Obec dostala pravděpodobně svůj název po svém zakladateli či majiteli, který se jmenoval Beneš.
Místní sklárna doložená roku 1634[zdroj?] zanikla kolem roku 1715.

## Přírodní poměry
Zhruba polovina katastru obce se nachází na území přírodního parku Řehořkovo Kořenecko, v němž leží i přírodní rezervace Pavlovské mokřady. Jimi protéká říčka Bělá, která pramení u osady Pavlov. V blízkosti obce, avšak již v katastrálním území Bukové se nachází nejvyšší vrchol Drahanské vrchoviny Skalky. Severně od obce, v blízkosti Kořence, avšak na území Benešova, se tyčí druhý nejvyšší vrchol Drahanské vrchoviny Paprč.

## Obyvatelstvo

### Struktura
Vývoj počtu obyvatel za celou obec i za jeho jednotlivé části uvádí tabulka níže, ve které se zobrazuje i příslušnost jednotlivých částí k obci či následné odtržení.
| Místní části   | Místní části | 1869 | 1880 | 1890 | 1900 | 1910 | 1921 | 1930 | 1950 | 1961 | 1970 | 1980 | 1991 | 2001 | 2011 | 2021 |
| -------------- | ------------ | ---- | ---- | ---- | ---- | ---- | ---- | ---- | ---- | ---- | ---- | ---- | ---- | ---- | ---- | ---- |
| Počet obyvatel | část Benešov | 810  | 795  | 825  | 850  | 923  | 873  | 918  | 837  | 872  | 805  | 710  | 622  | 580  | 651  | 629  |
| Počet domů     | část Benešov | 118  | 134  | 143  | 151  | 152  | 155  | 164  | 189  | 189  | 186  | 178  | 175  | 238  | 253  | 272  |

## Obecní správa a politika
Obec se člení na dvě základní sídelní jednotky: Benešov a Pavlov.

### Obecní symboly
Znak a vlajka byly obci uděleny rozhodnutím předsedy Poslanecké sněmovny Parlamentu České republiky dne 22. listopadu 2001.

## Pamětihodnosti
- Kostel Povýšení svatého Kříže pocházející z roku 1786
- Litinový kříž

## Fotogalerie

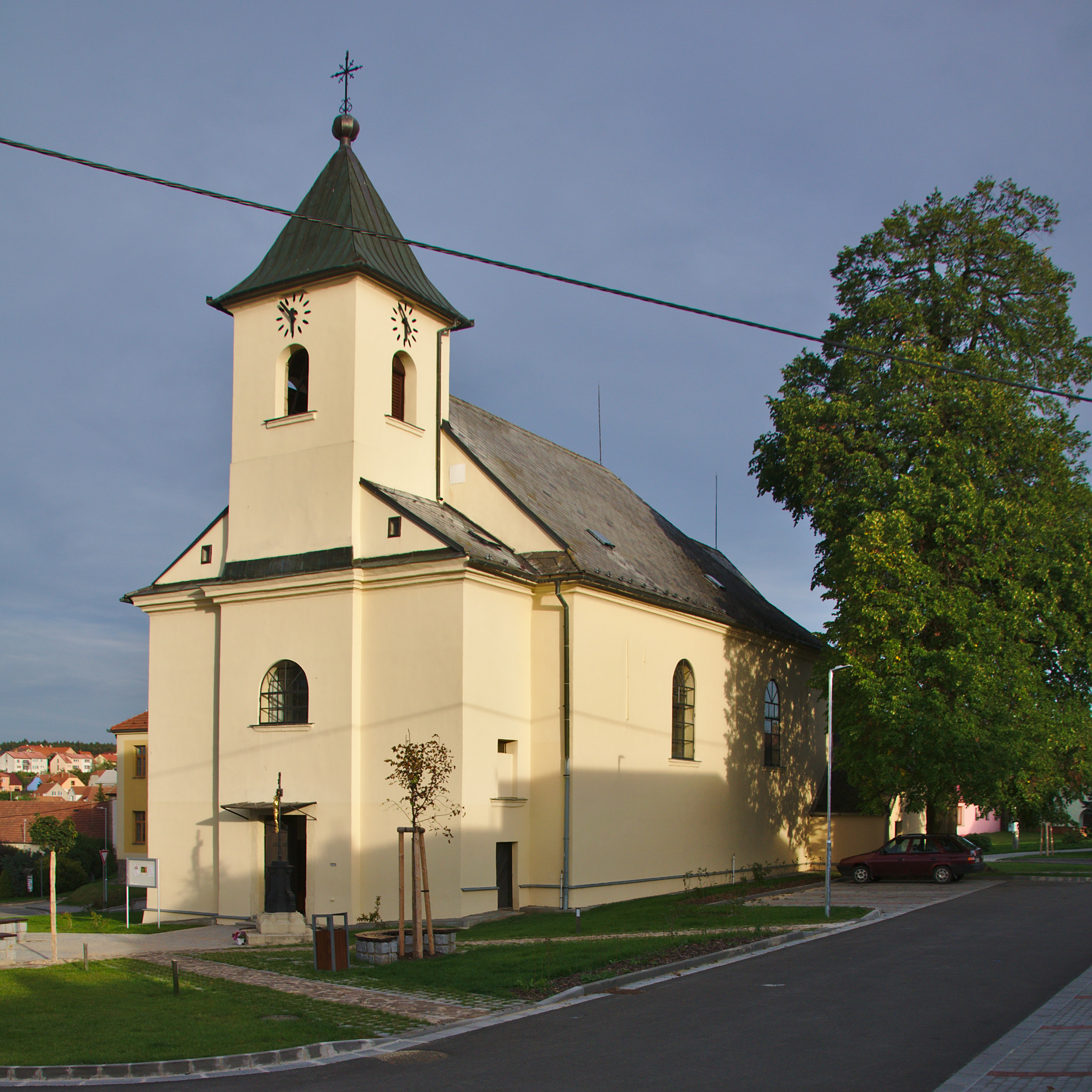
Kostel Povýšení svatého Kříže
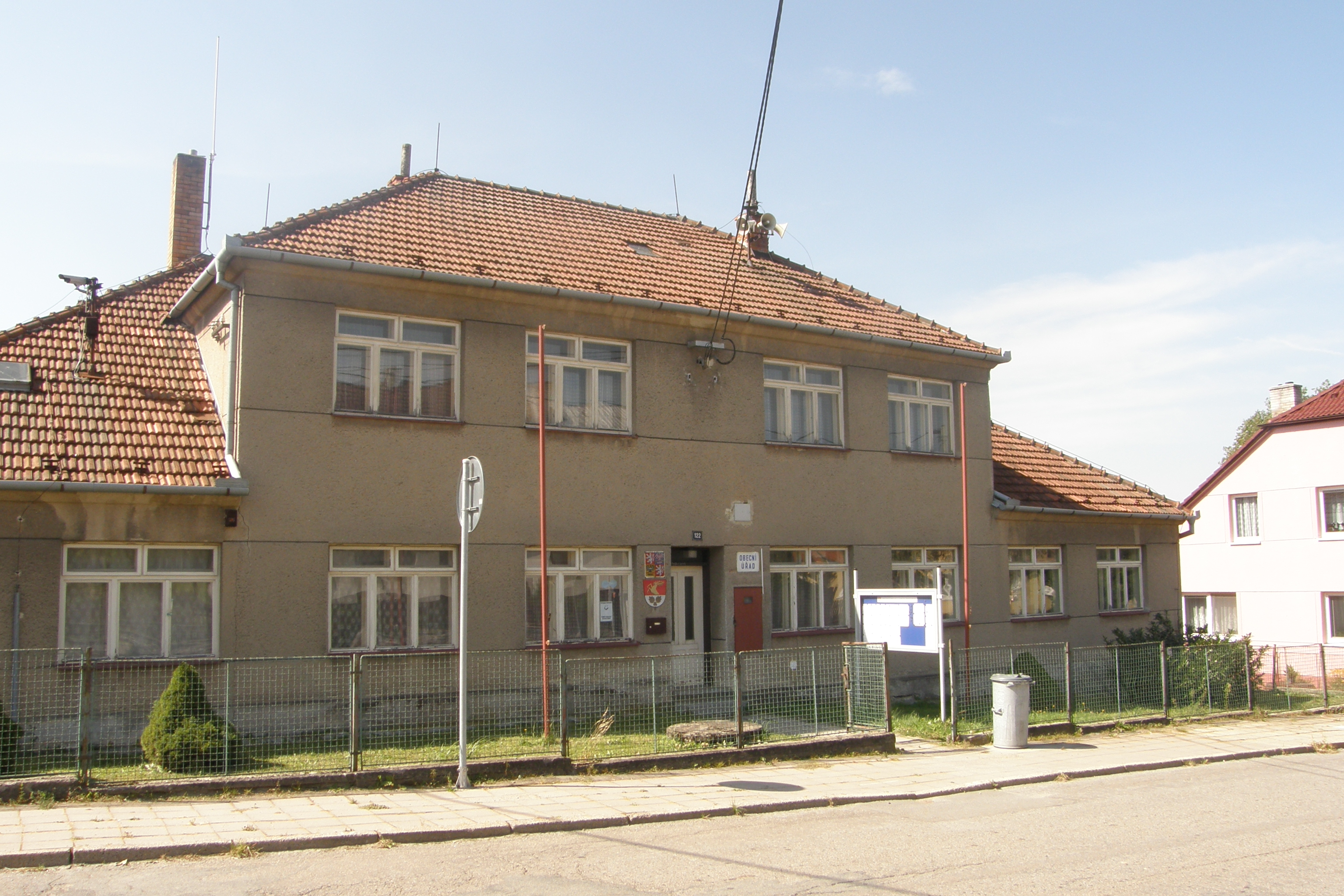
Obecní úřad
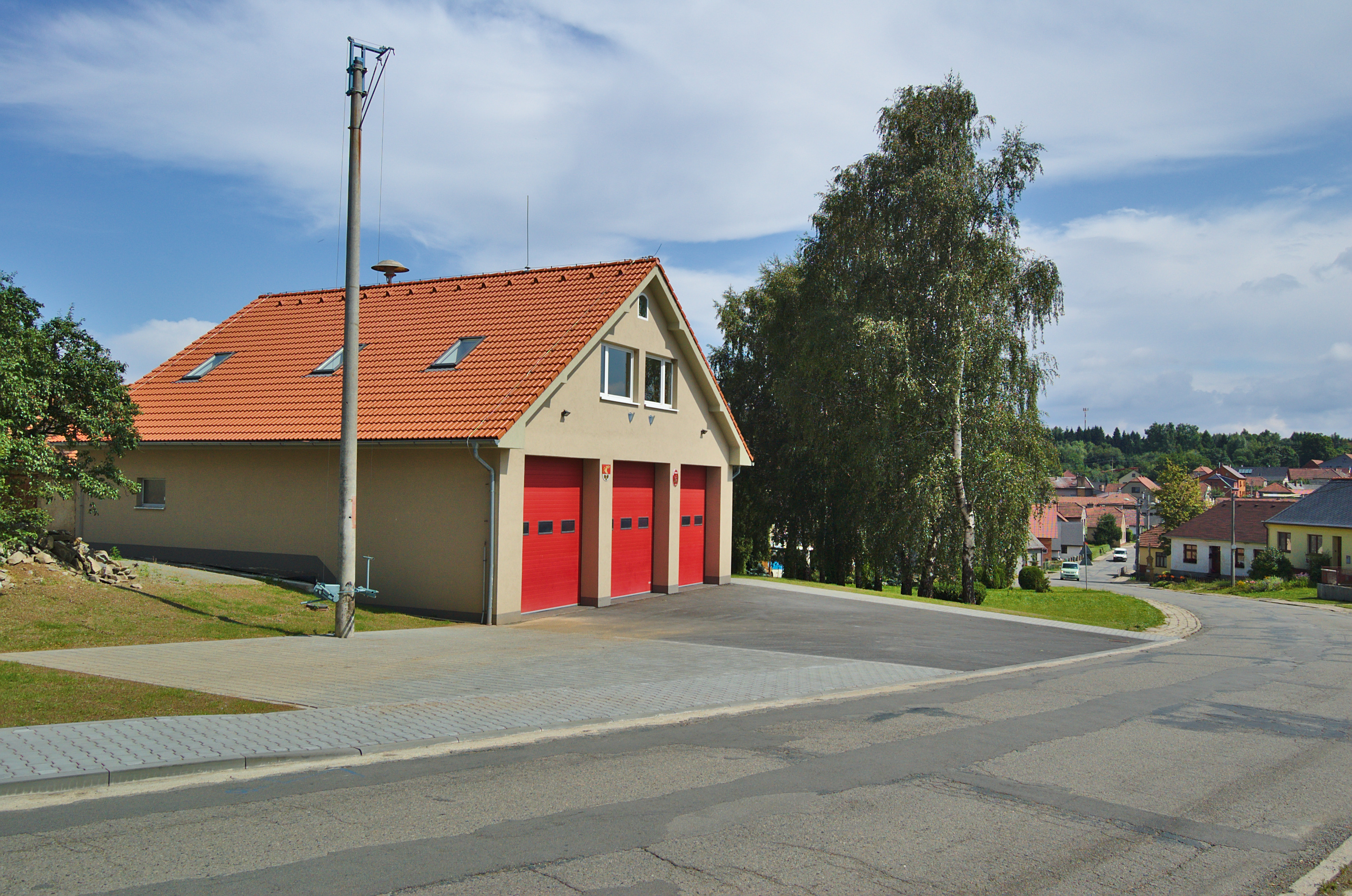
Hasičská zbrojnice
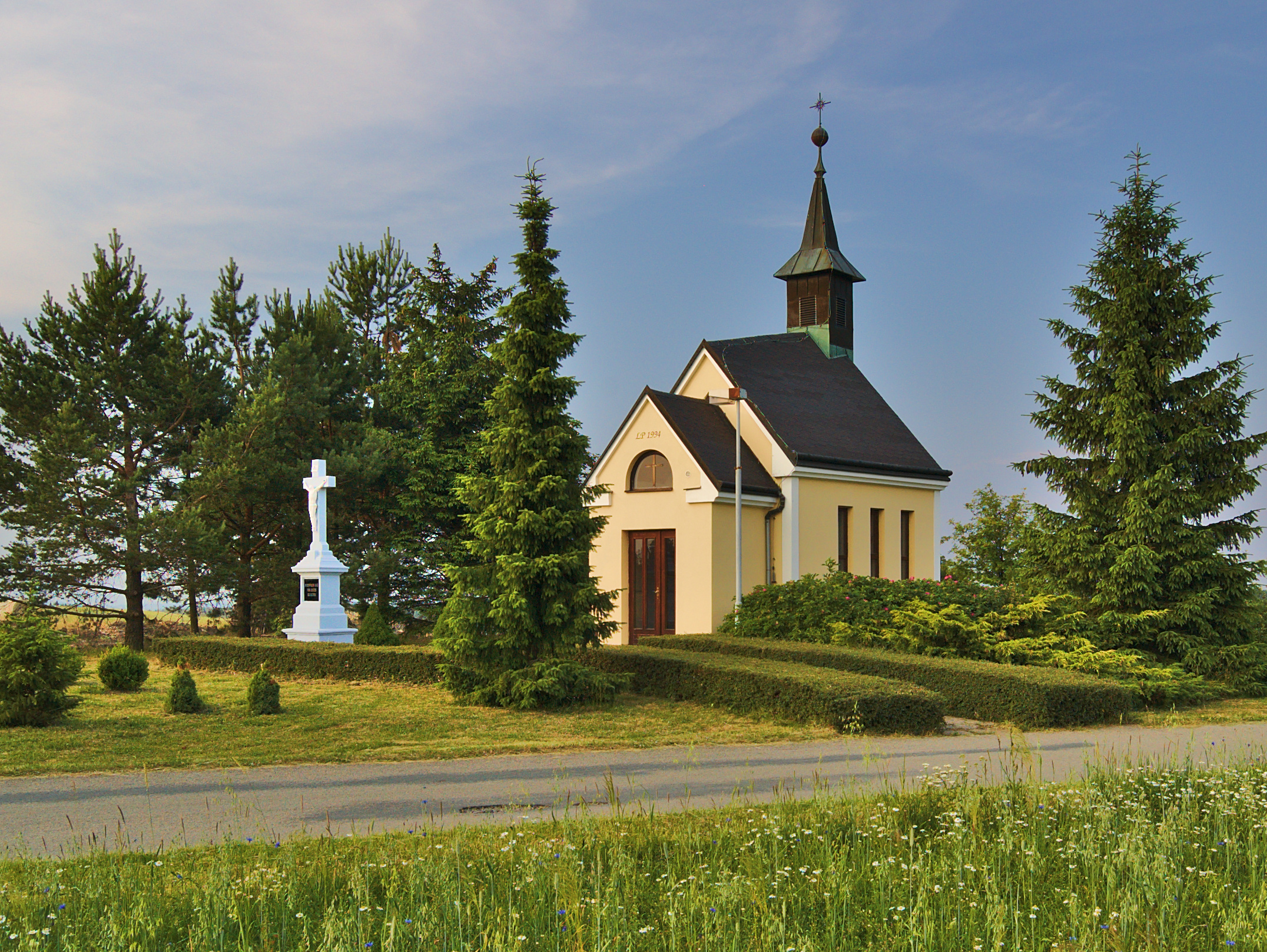
Kaple Panny Marie Bolestné na Pavlově
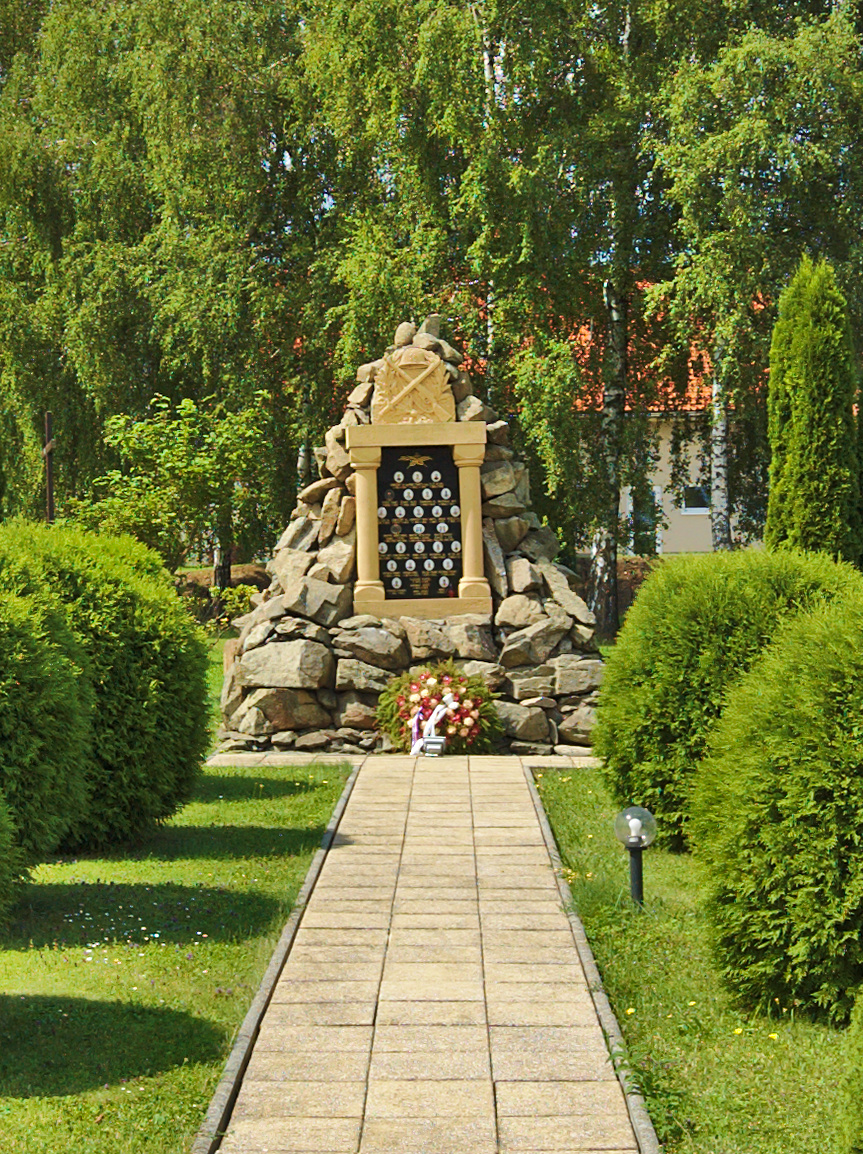
Památník obětem první světové války
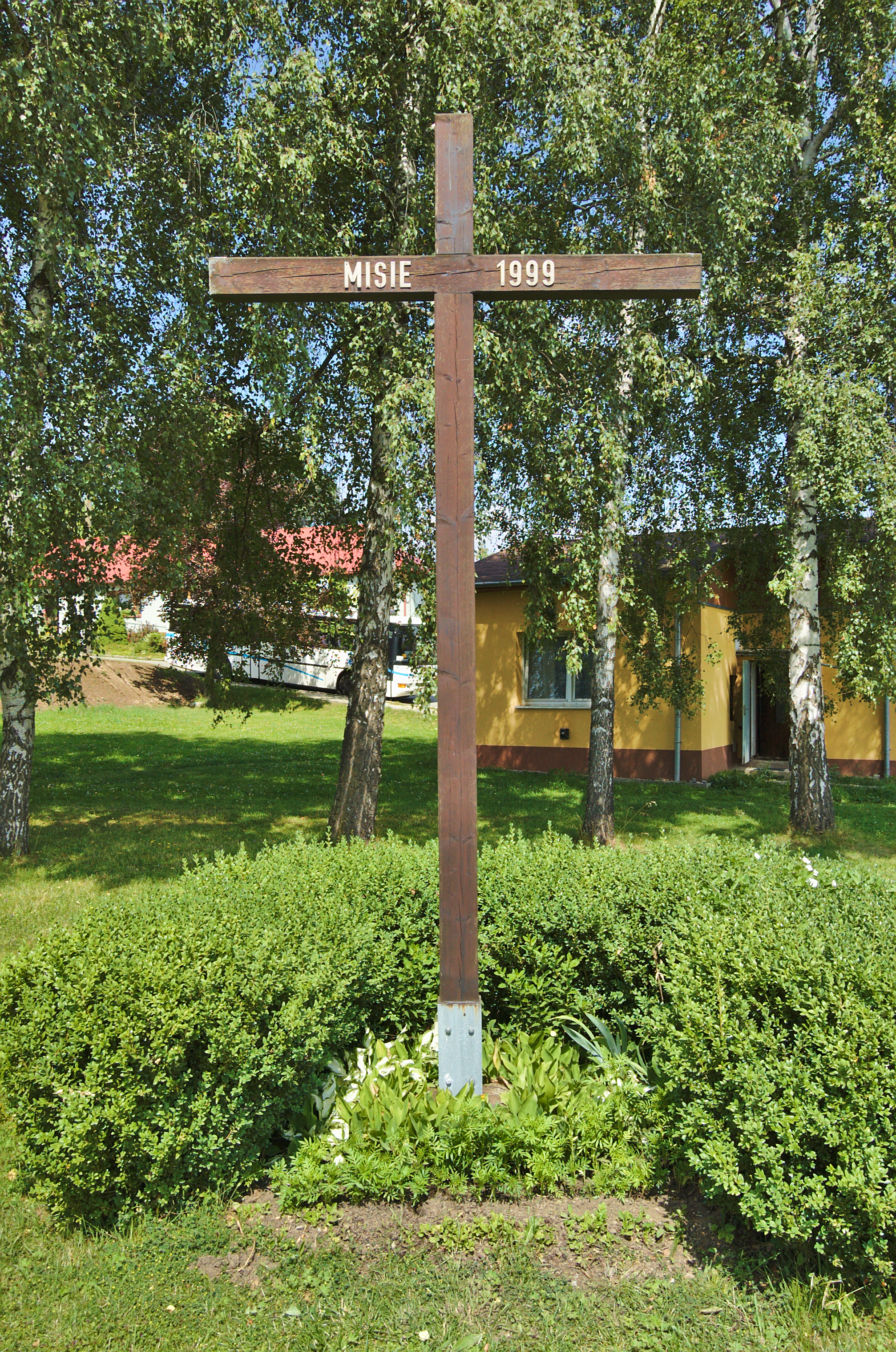
Misijní kříž na návsi
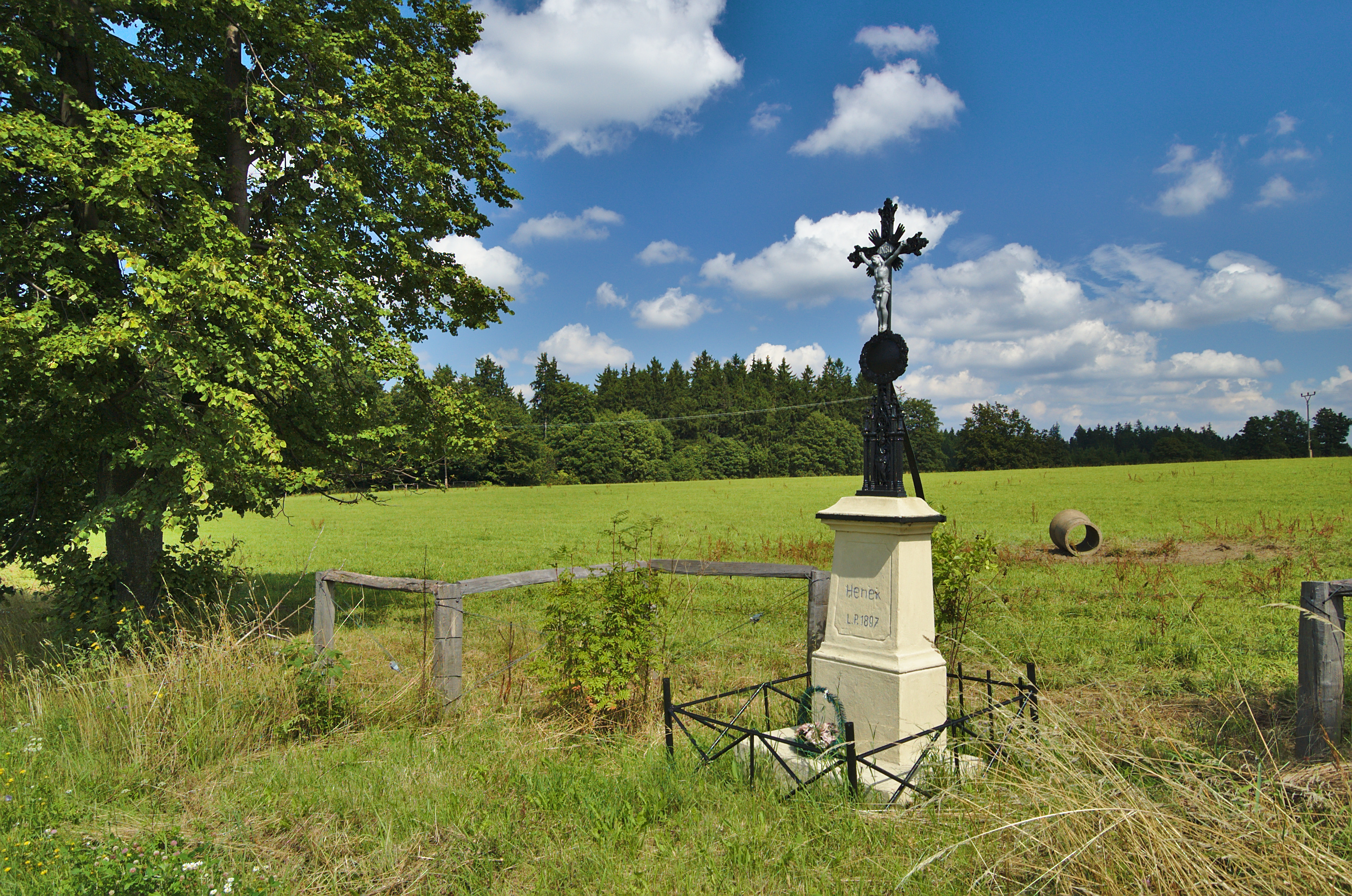
Kříž u silnice mezi Benešovem a Okrouhlou
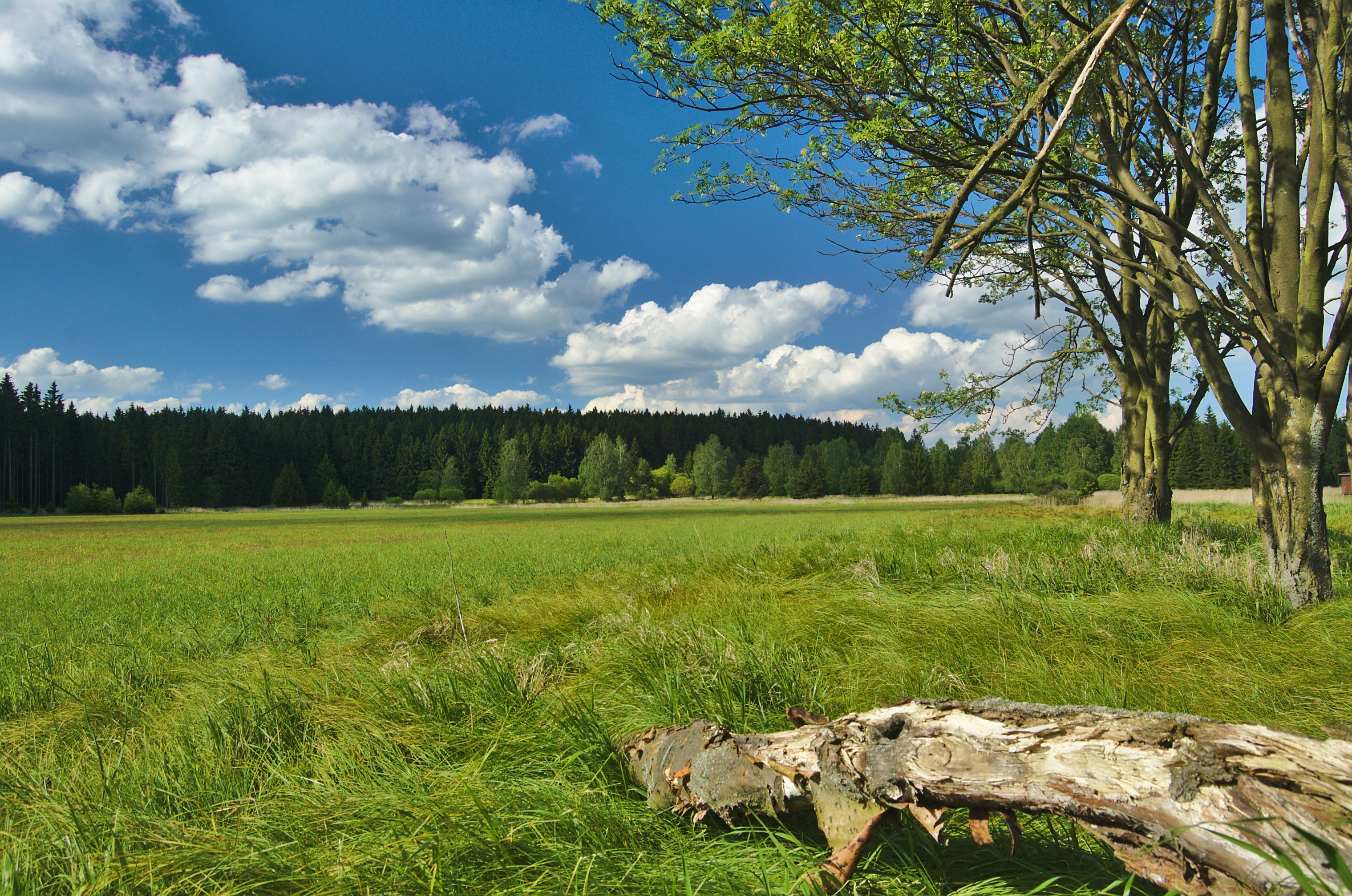
Přírodní rezervace Pavlovské mokřady